# Martim Francisco Ribeiro de Andrada
Pour les articles homonymes, voir Ribeiro et Andrada.
Martim Francisco Ribeiro de Andrada est né le 19 avril 1775, à Santos, au Brésil, et décédé dans cette même ville le 23 février 1844. C'est un homme politique brésilien.

## Biographie
Moins célèbre que ses frères, José Bonifácio de Andrada e Silva et Antônio Carlos Ribeiro de Andrada Machado e Silva, il sort diplômé en philosophie et en mathématiques de l'Université de Coimbra, le 27 juillet 1798.
De retour au Brésil, il s'engage dans la vie politique et participe au processus qui mène à l'indépendance du Brésil. Au début de l'Empire, il est nommé président de la Chambre des députés et ministre des finances par Pierre Ier (1822). Il est cependant disgracié avec son frère l'année suivante.
Il poursuit malgré tout sa carrière politique et est élu député de 1836 à 1842. Il redevient ensuite ministre des finances en 1840.